# Zita Nelson
Zita Nelson fue una popular soprano y cancionista española de las primeras décadas del siglo XX.

## Carrera
Zita Nelson brilló en los escenarios porteños y en la radiofonía argentina gracias a su ligera voz soprana, gran refinamiento en el sombreado tonal y a su impecable dicción. Empezó su profesión de cantante lírica siendo muy joven, aprendió a cantar en nueve idiomas. Cantaba desde arias (Composición musical escrita para ser cantada por una sola voz, generalmente con acompañamiento instrumental) más difíciles, así como las canciones más sencillas.
Integró la famosa Orquesta Sinfónica dirigida por la batuta de José María Castro y junto al concertista de violonchelo Walter Pratesti y el concertista de violín Lorenzo Olivari.
En 1934 se convirtió en tapa de una de las revistas de música más famosas de aquel momento como era la Revista Sintonía.
En Argentina cantó por en varias emisoras con su voz discreta como en Radio Nacional y Radio Cultura (1937). Junto al pianista Jacobo Fischer fue centro de un programa radial en los años '30 dentro de un ciclo que la perfumería Griet ofreció de lunes a sábados con exponentes de diferentes géneros que se alternaban diariamente. También trabajó en LR6 Radio Mitre junto al tenor Enzo Bor y el cuarteto clásico H Fall.
Tuvo su época de esplendor durante la década de 1930, no solo en el ambiente lírico sino también en el género del Tango, como otras cantantes como Maruja Pacheco Huergo, Libertad Lamarque, Argentina Rojas, Azucena Maizani, Audelina Suárez, Norma Galán y Mercedes Simone, entre muchas otras.